# Wolfgang Loeff
Wolfgang Loeff (* 2. Juli 1895 in Berlin; † 17. Oktober 1954 in Rendsburg) war ein deutscher Schriftsteller und Publizist.

## Leben
Wolfgang Loeff studierte Rechtswissenschaften an der Friedrich-Wilhelms-Universität in Berlin. Im Jahre 1924 wurde er Redakteur der christlichen Berliner Zeitung „Der Reichsbote“. Loeff wechselte 1929 als Chefredakteur zu der nationalistischen Zeitung „Stralsunder Tageblatt“. Diese Stellung behielt er bis 1931 und arbeitete danach als freier Schriftsteller. Im Zuge der nationalsozialistischen Gleichschaltung des „Schutzverbandes deutscher Schriftsteller“ wurde Wolfgang Loeff im Mai 1933 in den Vorstand gewählt. Er ließ sich in Berlin-Wilmersdorf nieder.
Die Erzählungen und Romane von Wolfgang Loeff haben hauptsächlich militaristischen Inhalt. Während des Zweiten Weltkrieges erschienen viele seiner Publikationen als Feldpostausgaben für die deutsche Wehrmacht.
Nach dem Krieg wohnte Loeff im schleswig-holsteinischen Rendsburg. In der Sowjetischen Besatzungszone wurde der Großteil von Loeffs Veröffentlichungen auf die Liste der auszusondernden Literatur gesetzt.

## Publikationen
- Der Großadmiral, Roman über Alfred von Tirpitz, 1934
- Der geniale Narr, Roman, 1935
- Gneisenau, Erzählung über August Neidhardt von Gneisenau, 1935
- Skagerrak, Erzählung über die Skagerrakschlacht, 1936
- Die Reiter von Deutsch-Südwest, Erzählung über das Schutzgebiet Deutsch-Südwestafrika, 1936
- Derfflinger, Erzählung über die Derfflinger, 1936
- Bismarck, Erzählung über den Reichskanzler Otto von Bismarck, 1936
- Der Feldherr ohne Krieg, Roman über Alfred von Schlieffen, 1936
- Die verschwiegenen Stunden, Novelle, 1936
- Das Kind der Madonna, Novelle, 1936
- Moltke, Erzählung über Helmuth von Moltke, 1937
- Krupp, Erzählung über Alfred Krupp, 1937
- Der Piratenkapitän, Jugendbuch, 1937
- Hart sein, Tine, Roman, 1938
- Hollandine, Roman, 1938
- Deutsche Seegeltung in 2000 Jahren, 1938
- Männer, die Geschichte machten, Jugendbuch 1938
- England ohne Maske, 1939
- Ulanen auf Patrouille, 1939
- Schlachtkreuzer im Feuer, 1939
- Der letzte Mann der „Köln“, über den Untergang der Cöln, 1939
- Drei deutsche Soldaten, 1940
- Genie und Fleiß führen deutsche Männer zum Erfolg, 1942
- Männer deutscher Geschichte: Bismarck, Moltke, Krupp, Scheer, Hindenburg, 1944
- Spionage, 1950
- Torheiten und Tollheiten einer Vielgeliebten, 1958

### Als Herausgeber oder Mitherausgeber
- Panzer, Minen und Torpedos. Selbsterlebtes von Offizieren und Mannschaften unserer Marine im Weltkriege, 1934
- Propeller über’m Feind. Kriegserlebnisse deutscher Luftkämpfer, 1934
- Flieger und Luftschiffer im Weltkrieg. Eigenberichte deutscher Luftkämpfer, 1936
- Das Flugwesen unserer Zeit. Eigenberichte deutscher Luftschiffer und Flieger, 1936